# Дреймон, Александр
Алекса́ндр Дётч (англ. Alexander Doetsch, род. 7 февраля 1983, Германия), известный под творческим псевдонимом Александр Дре́ймон (англ. Alexander Dreymon) — немецкий актёр. Наиболее известен по роли Утреда Беббанбургского в телесериале «Последнее королевство» и Каспара в фильме «Кристофер и ему подобные».

## Биография
Александр Дётч родился в Германии, но провёл бо́льшую часть детства во Франции и Швейцарии. Он учился во Франции три года, а затем ещё три года в Драматическом центре в Лондоне. Некоторое время проживал в США, в Южной Дакоте, где обучался верховой езде. Дреймон бегло говорит на английском, французском и немецком языках.
В конце 2019 года начал встречаться с актрисой Эллисон Уильямс, с которой познакомился во время съёмок «Линии горизонта». В конце 2021 года у них родился сын Арло. В декабре 2022 года стало известно, что пара обручилась.

## Фильмография
| Год       |     | Русское название                                   | Оригинальное название                      | Роль                 |
| --------- | --- | -------------------------------------------------- | ------------------------------------------ | -------------------- |
| 2010      | тф  | Ни поменять, ни пустить заново                     | Ni reprise, ni échangée                    | Александр            |
| 2011      | тф  | Кристофер и ему подобные                           | Christopher and His Kind                   | Каспар               |
| 2011      | ф   | Слишком красивые, чтобы умереть — последний выход  | Sotto il vestito niente - L'ultima sfilata | Брюс                 |
| 2011      | кор | Кто за кем наблюдает                               | Who's Watching Who                         | оборотень            |
| 2011      | ф   | Сопротивление                                      | Resistance                                 | Стейнер              |
| 2013      | с   | Американская история ужасов: Шабаш                 | American Horror Story: Coven               | Люк Рамси            |
| 2014      | ф   | Кровавый выкуп                                     | Blood Ransom                               | Джеремайя            |
| 2015—2022 | с   | Последнее королевство                              | The Last Kingdom                           | Утред Беббанбургский |
| 2015      | кор | Проверка временем                                  | The Test of Time                           | Стив                 |
| 2015      | ф   |                                                    | Heartlock                                  | Ли Хейз              |
| 2016      | ф   |                                                    | Guys Reading Poems                         | отец                 |
| 2019      | кор | Мабель                                             | Mabel                                      | Джек                 |
| 2020      | ф   | Линия горизонта                                    | Horizon Line                               | Джексон              |
| 2023      | ф   | Последнее королевство: Семь королей должны умереть | The Last Kingdom: Seven Kings Must Die     | Утред Беббанбургский |